# Muhammadu Buhari
Muhammadu Buhari, né le 17 décembre 1942 à Daura (Nigeria britannique) et mort le 13 juillet 2025 à Londres (Royaume-Uni), est un militaire et homme d'État nigérian, chef de l'État à deux reprises : en tant que chef de la junte militaire de 1983 à 1985, puis comme président de la République de 2015 à 2023.
Formé au Royaume-Uni et aux États-Unis, major général de l'armée nigériane, il dirige le pays après avoir pris la tête d'une junte militaire à la suite du coup d'État de 1983. Le terme « buharisme (en) » renvoie aux politiques autoritaires de ce régime. Il est renversé en 1985 par Ibrahim Babangida et emprisonné pendant trois ans.
Après le retour de la démocratie, il est candidat malheureux aux élections présidentielles de 2003 (en), 2007 et 2011, avant d'être finalement élu lors de celle de 2015, devenant le premier homme politique nigérian à défaire un président sortant, en l'occurence Goodluck Jonathan. Il est réélu en 2019 face à l'ancien vice-président Atiku Abubakar.
Malade et ne pouvant se présenter une troisième fois, il quitte le pouvoir et meurt deux ans plus tard.

## Premières années
Muhammadu Buhari naît le 17 décembre 1942 à Daura dans une famille peule. Son père, Mallam Hardo Adamu, est un chef de tribu peul originaire de Mai'Adua tandis que sa mère, Zulaihat, est d'ascendance mixte haoussa et kanouri,. Il est le 23e enfant de son père, et est nommé d'après l'érudit musulman persan du IXe siècle Mouhammad al-Boukhari. Âgé de 3 ou 4 ans à la mort de son père, il est élevé par sa mère et suit une éducation primaire entre Daura et Mai'Adua avant d'être scolarisé au collège et au lycée de Katsina,.
En 1971, il épouse Safinatu Yusuf (en), avec laquelle il a cinq enfants et dont il divorce en 1988. En décembre 1989, Muhammadu Buhari se remarie avec Aisha Halilu (en), avec qui il aura cinq autres enfants.

## Carrière militaire
Muhammadu Buhari rejoint l'armée nigériane en 1961 après avoir étudié à l'école militaire de Kaduna. De 1962 à 1963, il suit une formation d'élève-officier en Angleterre avant d'être nommé en janvier 1963 sous-lieutenant puis commandant de peloton du deuxième bataillon d'infanterie à Abeokuta, au Nigeria. De novembre 1963 à janvier 1964, il suit une nouvelle formation militaire au Royaume-Uni. Il sert finalement dans différents corps d'armée, : 
- commandant du deuxième bataillon d'infanterie (1965-1967) ;
- major de brigade, deuxième secteur, 1re division d'infanterie (avril 1967 - juillet 1967) ;
- major de brigade, 3e division d'infanterie (juillet 1967 - octobre 1968) ;
- commandant, 31e brigade d'infanterie (1970 - 1971) ;
- adjudant général adjoint, 1re division d'infanterie (1971 - 1972) ;
- directeur par intérim des transports et de l'approvisionnement de l'armée nigériane (1974 - 1975) ;
- secrétaire militaire, QG de l'armée, et membre du Conseil militaire suprême (1978 - 1979) ;
- colonel (1979 - 1980) ;
- officier général commandant, 4e division d'infanterie (août 1980 - janvier 1981) ;
- officier général commandant de la 2e division d'infanterie mécanisée (janvier 1981 - octobre 1981) ;
- officier général commandant de la 3e division armée (octobre 1981 - décembre 1983).

## Débuts en politique

### Coup d'État de 1966
En juillet 1966, Muhammadu Buhari participe à un coup d'État dirigé par le lieutenant-colonel Murtala Muhammed qui renverse et assassine le Premier ministre du pays, Aguiyi Ironsi. Le coup d'État est considéré comme sanglant, ayant mené à la mort de la plupart des officiers Igbos.

### Gouverneur de l'État du Nord-Est
En août 1975, alors que le général Murtala Muhammed vient de prendre le pouvoir, il nomme Muhammadu Buhari gouverneur de l'État du Nord-Est, afin qu'il supervise les améliorations sociales, économiques et politiques de la zone.

### Commissaire fédéral chargé du Pétrole et des Ressources naturelles
En mars 1976, le nouveau dirigeant du Nigeria, le général Olusegun Obasanjo, nomme Muhammadu Buhari commissaire fédéral chargé du Pétrole et des Ressources naturelles. La même année, est créée la Nigerian National Petroleum Corporation (NNPC) que Buhari dirige également jusqu'en 1978.

### Coup d'État de 1983
En décembre 1983, Muhammadu Buhari, alors qu'il est officier général commandant (OGC) de la 3e division blindée de Jos, dirige un coup d'État dont le but est de renverser le président démocratiquement élu, Shehu Shagari. Ce coup d'État met fin à la Deuxième République, mise en place peu de temps avant, en 1979. Muhammadu Buhari, qui prendra le pouvoir dans le pays à l'issue de ce putsch, justifie ce coup d'État en fustigeant le gouvernement civil « corrompu ». Sa première mesure sera de suspendre la Constitution de 1979.

## Président du Conseil militaire suprême

### Politique économique
Désireux de réformer l'économie, Buhari décide de reconstruire les systèmes socio-politique et économique du Nigeria et de lutter contre l'austérité. Pour cela, il encourage l'industrialisation par substitution aux importations basée en grande partie sur l'utilisation de matériaux locaux et le resserrement du développement national.
Il centre également sa politique économique sur le rééquilibrage des finances publiques, mais la limitation des importations a finalement pour conséquence de nombreuses pertes d'emplois et la fermeture d'entreprises.
Muhammadu Buhari met rapidement un terme aux relations du pays avec le Fonds monétaire international (FMI) qui lui demande de dévaluer le naira de 60 %, ce qu'il refuse. Malgré cela, les réformes engagées par Buhari restent tout autant, voire plus rigoureuses que celles demandées par le FMI.
Le 7 mai 1984, Buhari présente son budget national, accompagné d'une série de mesures complémentaires : 
- interdiction temporaire de recruter des travailleurs dans le secteur public ;
- relèvement des taux d'intérêt ;
- arrêt des projets immobiliers ;
- interdiction d'emprunt pour les gouvernements d'État ;
- réduction de 15 % du budget par rapport à 1983 ;
- réalignement des droits d'importation ;
- réduction du déficit de la balance de paiement en réduisant les importations ;
- priorité à l'importation de matières premières et de matériel utile pour l'agriculture et l'industrie.

Buhari est également connu pour sa gestion de la crise alimentaire de 1984 et 1985, où, pour des raisons populistes, il expulse le million de Nigériens vivant alors au Nigeria, alors que les ressources alimentaires au Niger étaient encore plus rares qu'au Nigeria. La grande famine est ainsi appelée au Niger « El-Buhari ».

### Politique extérieure
Le gouvernement militaire de Buhari est peu ou prou resté sur la même ligne politique que Shehu Shagari concernant les relations internationales. En janvier 1984, dans son discours annuel radiodiffusé, Buhari déclare en effet qu'il maintiendra, voire renforcera, les relations diplomatiques avec des organisations telles que l'OUA, l'ONU, l'OPEP ou encore la CEDEAO. Il indique également qu'il honorera les obligations conventionnelles contractées par les gouvernements précédents.
En 1985, alors que la criminalité augmente et que l'économie du pays est en berne, le gouvernement de Buhari ouvre ses frontières avec le Bénin, le Niger, le Tchad et le Cameroun (fermées depuis avril 1984) afin d'accélérer l'expulsion de 700 000 étrangers et travailleurs migrants.

### Droits de l'homme
En 20 mois à la tête du Nigeria, Muhammadu Buhari a adopté nombre de décrets, dont certains constituent une atteinte aux droits de l'homme. Son régime est la cible de nombreuses critiques dans le monde, à l'image de la pièce de théâtre écrite par le premier lauréat nigérian du prix Nobel, Wole Soyinka, intitulée Les Crimes de Buhari qui décrit un grand nombre de violations menées sous son régime militaire.
Début 1984, par le biais du décret no 2 et pour des raisons de sécurité d'État, le chef de cabinet de Buhari peut infliger jusqu'à 3 mois de détention, sans procès ni charges, à n'importe quel individu considéré comme un risque pour la sécurité du pays. Le décret interdit de plus les manifestations populaires et donne des pouvoirs sans précédent aux services secrets nigérians. Ces derniers jouent un grand rôle dans la répression de la dissidence publique en intimidant, harcelant et emprisonnant chaque personne qui brise l'interdiction de manifester ou de faire la grève. En octobre 1984, plus de 200 000 fonctionnaires sont ainsi licenciés. De nombreux opposants politiques sont également emprisonnés. Parmi eux, un des artistes les plus populaires du Nigeria, ancien candidat à la présidentielle : Fela. Il est arrêté pour exportation illégale de devises le 4 septembre 1984 à l'aéroport alors qu'il s'apprêtait à partir pour une tournée aux États-Unis. Amnesty International décrit les accusations portées contre lui comme « intempestives ». Bénéficiant d'un pouvoir largement étendu par le décret no 2, le gouvernement condamne Fela à 10 ans de prison. Il sera finalement libéré en 1985 après 18 mois de prison, lorsque le gouvernement de Buhari est renversé.
Toujours en 1984, il adopte le décret no 4 pour la protection contre les fausses accusations, considéré par les spécialistes comme la loi sur la presse la plus répressive jamais adoptée au Nigeria. L'article 1 de la loi établit que « toute personne qui publie, qu'importe la forme, un message, une rumeur, un rapport ou une déclaration [...] non véridique sur un point important ou qui pourrait ridiculiser ou discréditer l'État, se rend coupable d'une infraction en vertu du présent décret ». La loi déclare en outre que les journalistes et éditeurs incriminés seront jugés par un tribunal militaire, dont le jugement est définitif et sans appel. Les coupables sont admissibles à une amende d'un minimum de 10 000 nairas et une peine d'emprisonnement pouvant aller jusqu'à deux ans.
Le décret no 20 sur le soutage illégal des navires et le trafic de drogues constitue un autre exemple de la lutte sévère de Buhari contre la criminalité. L'article 3 (2) (K) établit que « toute personne qui, sans autorisation, vend, fume ou inhale une drogue comme la cocaïne ou toute autre drogue similaire, est coupable en vertu de l'article 6 (3) (K) d'infraction et encourt, sur déclaration de culpabilité, la peine de mort par peloton d'exécution ». Dans le cas de Bernard Ogedengebe, le décret a été appliqué rétroactivement et l'homme a été exécuté, même si au moment de son arrestation, il avait été jugé et condamné à 6 mois d'emprisonnement. En avril 1985, 6 autres Nigérians sont condamnés à mort en vertu du même décret : Sidikatu Tairi, Sola Oguntayo, Oladele Omosebi, Lasunkanmi Awolola, Jimi Adebayo et Gladys Iyamah.
Le 20 mars 1984, Muhammadu Buhari déclenche une guerre contre l'indiscipline, connue aujourd'hui sous l'acronyme WAI (War against indiscipline) afin de lutter contre le manque de moralité publique et de responsabilité civique de la société nigériane. Les Nigérians considérés comme indisciplinés doivent former des files d'attente devant des soldats équipés de fouets. Les fonctionnaires arrivant en retard au travail sont humiliés et forcés à faire des sauts de grenouille. Toujours en vertu de la lutte contre l'indiscipline, tout étudiant âgé de plus de 17 ans surpris en train de tricher à un examen peut être condamné à 21 ans de prison. La contrefaçon et les incendies criminels sont quant à eux passibles de la peine de mort.
En 20 mois de présidence, environ 500 hommes politiques, fonctionnaires et hommes d'affaires ont été emprisonnés et accusés de corruption.

## Coup d'État de 1985 et renversement
En août 1985, Muhammadu Buhari est renversé par un coup d'État dirigé par le général Ibrahim Babangida et d'autres membres du Conseil militaire suprême. Parmi les alliés de Babangida figure le frère de Fela Kuti, Olukoye Ransome-Kuti, un médecin qui avait mené une grève contre Buhari quelques mois plus tôt pour protester contre la baisse des services de soins de santé. Après le coup d'État, Buhari est détenu dans une prison à Benin City jusqu'en 1988.
Les partisans de Buhari déclarent qu'il a été renversé par des personnes corrompues de son gouvernement qui avaient peur d'être traduites en justice alors que sa politique commençait à montrer des résultats en matière de discipline publique, de lutte contre la corruption, de réduction de l'inflation et de productivité. Ibrahim Babangida justifie de son côté son coup d'État en évoquant l'échec de Buhari dans la résolution des problèmes économiques du pays et promet de « revitaliser l'économie ravagée par des décennies de mauvaise gestion du gouvernement et de corruption ».
Durant son premier passage au pouvoir, Muhammadu Buhari laisse une réputation d'homme intègre.

## Président du Petroleum Trust Fund
Muhammadu Buhari a été président du Petroleum Trust Fund (PTF), un organisme fondé par le gouvernement du général Sani Abacha et financé par les recettes du marché pétrolier. Un rapport de 1998 du New African salue la transparence de la PTF sous la présidence de Buhari, mais note également que certains critiquent la répartition des ressources de la PTF dont 20 % vont à l'armée.

## Retour en politique

### Élection présidentielle de 2003
Le 19 avril 2003, Muhammadu Buhari, après s'être présenté à l'élection présidentielle nigériane comme candidat du All Nigeria People's Party (ANPP), perd cette dernière face au candidat du People's Democratic Party, Olusegun Obasanjo, avec plus de 11 millions de voix d'écart. Buhari contestera les résultats.

### Élection présidentielle de 2007
Le 18 décembre 2006, il est de nouveau désigné comme candidat de l'ANPP pour la prochaine élection présidentielle. Son principal concurrent selon les sondages est le candidat PDP, Umaru Yar'Adua, également originaire de Katsina. Lors de l'élection, 18 % des voix sont pour Buhari contre 70 % pour Yar'Adua, mais Buhari conteste ces résultats. Après la prise de fonction de Yar'Adua, l'ANPP rejoint son gouvernement, un accord que Buhari dénonce.
En mars 2010, Muhammadu Buhari quitte l'ANPP pour le Congrès progressiste (APC), un parti qu'il a contribué à fonder. Il déclare soutenir l'APC, qui est selon lui « une solution aux conflits débilitants, éthiques et idéologiques de (son) ancien parti, l'ANPP ».

### Élection présidentielle de 2011
Le 16 avril 2011, Muhammadu Buhari est candidat CPC à la présidentielle du Nigeria face à 20 autres candidats, parmi lesquels le candidat sortant Goodluck Jonathan du PDP, Mallam Nuhu Ribadu d'Action Congress of Nigeria (ACN) et Ibrahim Shekarau de l'ANPP. Il axe sa campagne sur la lutte contre la corruption et s'engage contre l'immunité qui protège les représentants du gouvernement. Il se positionne également en faveur de l'application de la charia dans les États du nord du Nigeria, une position qui lui cause des difficultés politiques parmi les électeurs chrétiens du sud du pays.
Des partisans de Buhari attaquent des colonies chrétiennes dans le centre du pays et ces élections sont entachées par la violence sectaire généralisée, qui coûte la vie à 800 personnes à travers le pays. Muhammadu Buhari perd ces élections et affirme que le scrutin est truqué. Alors que Human Rights Watch les classe "parmi les plus belles de l'histoire du Nigeria", Buhari déclare que "si ce qui est arrivé en 2011 se produit à nouveau en 2015, par la grâce de Dieu, le chien et le babouin seront tous trempés de sang".
Il reste cependant populaire grâce à son opposition marquée à la corruption, mais ne remporte qu'un total d'environ 12 millions de votes à l'élection présidentielle, terminant deuxième derrière Goodluck Jonathan du PDP et ses 22 millions de votes.

### Élection présidentielle de 2015
Pour l'élection présidentielle se tenant en 2015, l'équipe de campagne du président sortant, Goodluck Jonathan, demande la disqualification de Muhammadu Buhari, affirmant qu'une telle candidature serait contraire à la constitution. Selon le document, pour se présenter à une élection présidentielle, le futur candidat doit au minimum avoir obtenu son certificat d'études secondaires ou un équivalent et Buhari n'a pas donné de preuve de l'obtention de ce diplôme, affirmant avoir perdu les originaux dans le pillage de sa maison lors du renversement du pouvoir en 1985. Il se présente finalement à l'élection présidentielle, comme candidat de l'APC et axe une nouvelle fois sa campagne sur la lutte contre la corruption, se construisant une image d'homme honnête. Il a cependant déclaré dans une interview vouloir, s'il était élu, donner l'amnistie aux fonctionnaires emprisonnés pour vol s'ils se repentent. En janvier 2015, le groupe d'insurgés MEND (Mouvement pour l'émancipation du delta du Niger) se positionne en faveur de la candidature de Buhari dans la course présidentielle (cependant, devenu président, et ayant promis de lutter contre la corruption, Government Ekpemupolo, l'un des chefs historiques du MEND, est condamné).
Le 28 mars 2015, il est élu face au président sortant, Goodluck Jonathan, avec 54 % des voix,.

## Président de la République

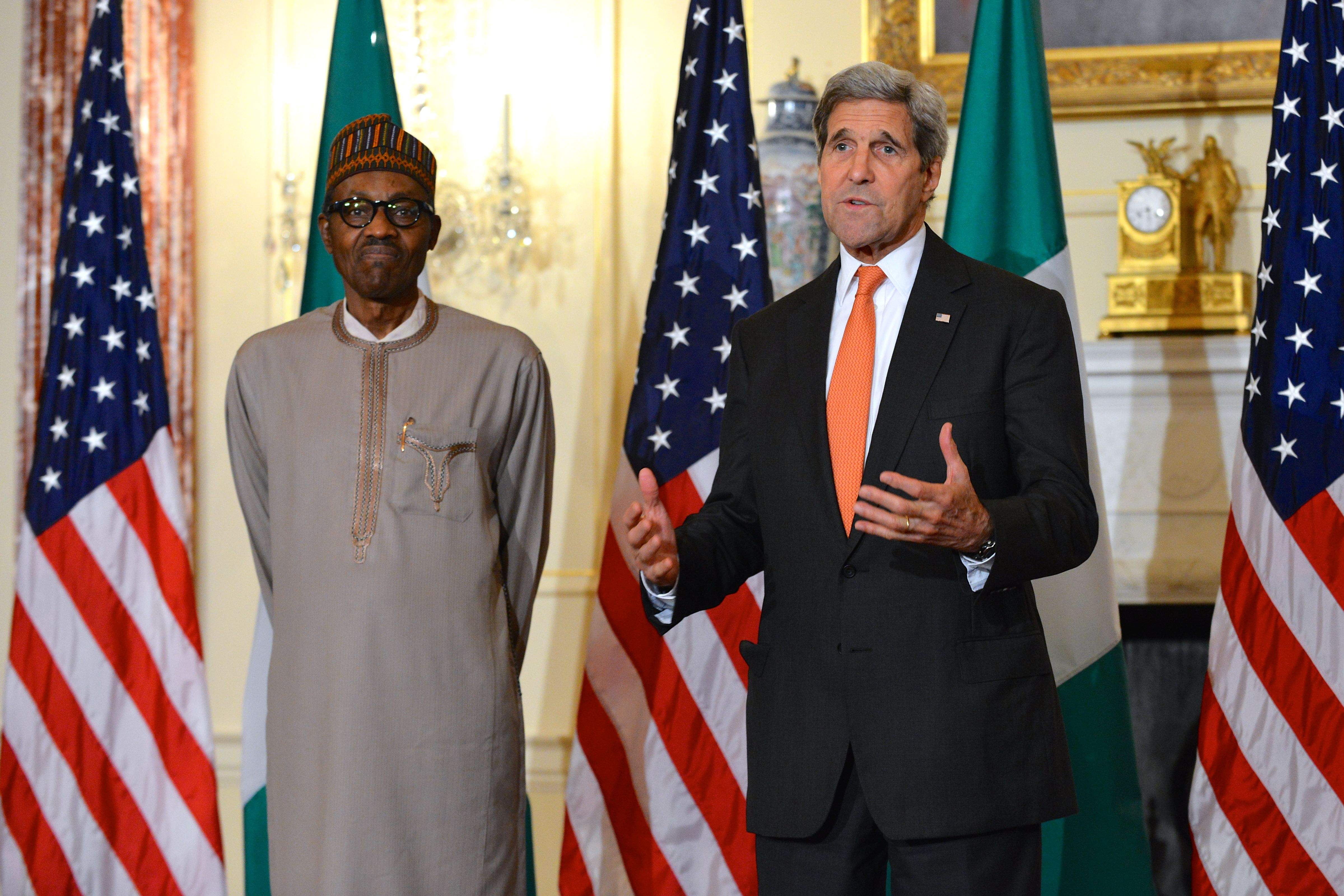
Buhari à Washington avec le secrétaire d'État américain John Kerry.

Muhammadu Buhari prend ses fonctions de président de la République le 29 mai 2015.

### Problèmes de santé

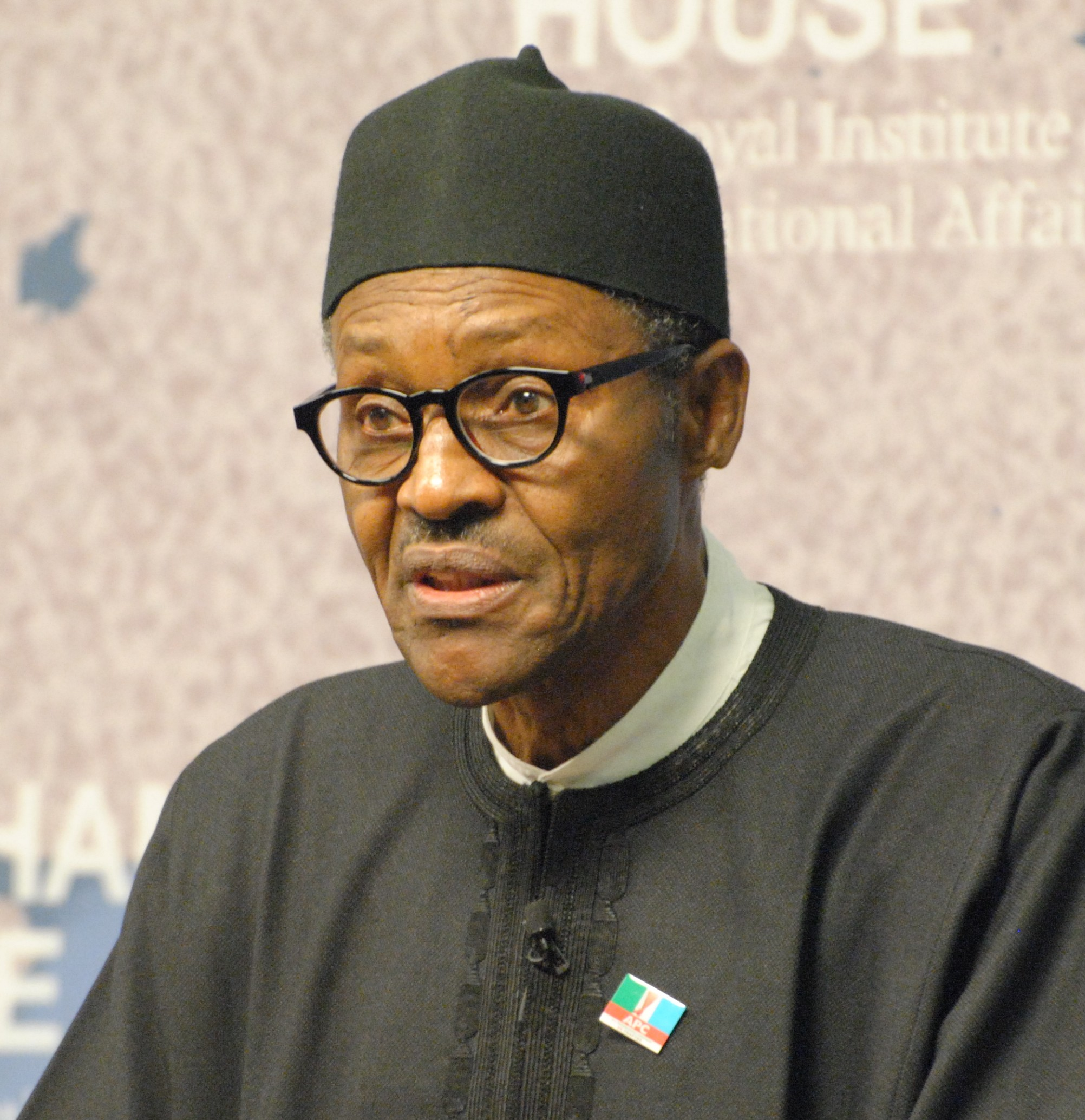
Muhammadu Buhari

En janvier 2017, Buhari quitte Abuja pour raisons de santé et se rend en Grande-Bretagne. Yemi Osinbajo assure l'intérim en tant que vice-président. Il y reste pour des analyses médicales à propos d'une maladie non spécifiée. Son retour est annoncé à deux reprises puis reporté. Des rumeurs de décès circulent aussi. Il fait son retour à Abuja le 10 mars,. Le 13 mars, il reprend ses fonctions.
Le 7 mai 2017, il est de nouveau hospitalisé à Londres. Osinbajo assure de nouveau l'intérim alors que Muhammadu Buhari n'apparaît plus en public pendant des semaines, alimentant les rumeurs sur son état de santé,. Le 15 août 2017, cent jours après son départ pour Londres, éclatent, au Sud, des manifestations demandant sa démission ou son retour. Le 19 août, il retourne au Nigeria.
Fin décembre 2017, il effectue un remaniement au sein du gouvernement et des agences gouvernementales, et nomme par mégarde des personnalités décédées.

### Politique internationale
Le 30 avril 2018, il est le premier dirigeant d’Afrique subsaharienne invité à la Maison Blanche depuis l'arrivée au pouvoir de Donald Trump.

### Situation économique
Le pays entre en récession en 2016, puis renoue avec la croissance à partir de l’année suivante avec des taux environnant 1,75 %. Entre son arrivée au pouvoir et juillet 2018, le chômage passe de 8 % à 23 %. Malgré la politique de rigueur, la dette publique augmente également, de 13 à 21 % du PIB, tandis que le déficit passe de 1,5 à 5 % du PIB. L’inflation s’accroît pour approcher des 20 %, avant de connaître un recul à partir de 2017, bien qu'elle reste supérieure à 10 %.

### Élection présidentielle de 2019
Le 9 avril 2018, en vue de l’élection présidentielle de 2019, il annonce sa candidature à la primaire de l'APC. Le 12 septembre 2018, il dépose officiellement sa candidature à la primaire. Le 6 octobre 2018, seul candidat, il est officiellement désigné candidat de l'APC.
Son bilan est jugé mitigé : alors qu'il avait fait campagne en 2015 sur la lutte contre Boko Haram, quatre ans plus tard, celui-ci est certes replié mais pas défait, des centaines de militaires nigérians ayant été tués par le groupe terroriste durant les dernières années. Des heurts violents entre pasteurs nomades et agriculteurs continuent par ailleurs de ronger une partie du pays. Et si aucune affaire de corruption ne l'a visé, Muhammadu Buhari n'a pas tenu sa promesse de la résorber dans le pays, échouant à faire adopter une loi sur le commerce et de pétrole, secteurs à l'origine de détournements de fonds. Comme celle de son vice-président Yemi Osinbajo dans le sud du pays, sa popularité reste toutefois forte dans le nord, mais son opposant Atiku Abubakar l'accuse dans le cadre de la campagne électorale de préparer des fraudes, après que le président de la Cour suprême, susceptible de trancher des problèmes électoraux, a été limogé par le président un mois avant le scrutin.
Le 23 février, il est réélu dès le premier tour. Atiku Abubakar conteste les résultats. Buhari prête serment pour un second mandat le 29 mai.
En vertu de la Constitution, il ne peut se représenter après deux mandats consécutifs. Soutenu par son parti, Bola Tinubu lui succède le 29 mai 2023.

## Fin de vie
Après son départ du pouvoir en 2023, il se retire dans sa ville natale de Daura.
À la santé fragile depuis plusieurs années, il meurt le 13 juillet 2025 à Londres, à l'âge de 82 ans,.

## Controverses

### Scandale des 2,8 milliards de dollars de la NNPC
Pendant son mandat de commissaire fédéral au Pétrole et aux Ressources naturelles, 2,8 milliards de dollars américains auraient disparu des comptes de la Nigerian National Petroleum Corporation (NNPC). Alors que l'ancien président, Ibrahim Babangida, accuse Buhari d'être responsable de cette fraude, l'administration Shagari inaugure un tribunal spécialisé dans les ventes de pétrole brut. Celui-ci enquête sur ce détournement de fonds et précise ne pas pouvoir confirmer ces accusations, bien qu'il ait remarqué quelques défaillances dans les comptes de la NNPC.

### Attitude pendant le conflit tchado-nigérian
En 1983, lorsque le Tchad envahit le Nigeria par l'État de Borno, le major général Muhammadu Buhari reçoit du président Shehu Shagari la consigne de repousser les envahisseurs sans traverser la frontière dans l'autre sens. Malgré cela, il s'avance de plus de 50 km en territoire tchadien. Sommé de s'expliquer sur cet acte qui s'apparente à de l'insubordination, il déclare que, pris dans le feu de l'action, il ne s'est pas rendu compte de son franchissement de la frontière,.

### Affaire Umaru Dikko
L'affaire Umaru Dikko est un autre moment marquant de la dictature militaire de Muhammadu Buhari (1983-1985). Le ministre des Transports du gouvernement précédent, Umaru Dikko, qui réside à l'étranger, est accusé d'avoir détourné plus d'un milliard de dollars de profits pétroliers. Aidés par le Mossad, les services secrets nigérians (en) le localisent à Londres (Royaume-Uni) et tentent d'organiser clandestinement son extradition en l'enfermant dans un sac plastique, lui-même dissimulé dans une caisse estampillée « valise diplomatique ». Les caisses n'étant pas considérées comme des valises diplomatiques par la convention de Vienne, le complot est mis au jour par un agent des douanes de l'aéroport de Stansted avant que Dikko ne puisse embarquer, contraint, dans un Boeing 707 de Nigeria Airways à destination de Lagos.

### Scandale des 53 valises
Alors qu'il est chef de l'État, Buhari est impliqué dans un scandale concernant 53 valises, contenant prétendument 700 millions de dollars et détenues par l'émir du Gwandu, qui ont été dédouanées sans inspection sur le vol de l'émir en provenance d'Arabie saoudite.

### Appel au vote communautaire
En 2001, lors de la présentation d'un livre sur la charia à Sokoto, Buhari prononce un discours en haoussa dans lequel il appelle les musulmans à ne voter que pour un candidat défendant leur foi, ajoutant que la balance démographique joue en leur faveur,.

### Charia au Nigeria
Le 27 octobre 1999, Ahmed Sani Yerima, gouverneur de Zamfara, annonce le rétablissement du droit pénal musulman dans son État. Dans les deux années qui suivent, 11 autres États fédérés du nord du pays le rétablissent à leur tour. Le 27 août 2001, lors d'un séminaire organisé à Kaduna par le Conseil suprême pour la charia au Nigeria, Buhari apporte son soutien à ce mouvement et affirme son souhait de le voir s'étendre aux autres États à majorité musulmane ainsi qu'aux États à majorité chrétienne du sud, déclarant : « Je continuerai à montrer ouvertement et en moi-même l'engagement total envers le mouvement de la charia qui balaie tout le Nigeria. Si Dieu le veut, nous n'arrêterons pas l'agitation pour l'implémentation totale de la charia dans le pays »,,.
Le 4 janvier 2015, il se déclare cependant en faveur de la liberté de religion, déclarant que « la religion ne doit jamais être utilisée pour obtenir un avantage injuste, opprimer ou diviser les Nigérians », ajoutant que toute sa vie, il a « la conviction que tous les Nigérians doivent adorer Dieu selon leur souhait ». Quelques jours plus tard, il rappelle « n'avoir jamais imposé la charia » lorsqu'il était à la tête du pays.
En 2019, il suspend le juge en chef du Nigeria (en), Walter Onnoghen (en), poursuivi pour corruption, et le fait remplacer par un ancien juge chariatique, Ibrahim Tanko Muhammad,.

### Médiation avec Boko Haram
En 2012, le nom de Buhari est ajouté sur une liste constituée par l'organisation terroriste Boko Haram et énumérant les personnes de confiance avec qui il est possible de négocier. Un an plus tard, Muhammadu Buhari est l'auteur d'une série de déclarations litigieuses concernant Boko Haram. Il demande notamment au gouvernement fédéral d'arrêter le massacre des membres de l'organisation terroriste et critique la prévalence de militants chrétiens dans le sud du pays. Il déclare que la « responsable des problèmes de sécurité dans le pays » est « l'activité militante du delta du Niger ». Il remet également en cause le traitement spécial accordé à ces militants par le gouvernement fédéral et déplore le fait que les membres de Boko Haram soient tués. Des déclarations qui suscitent de nombreuses réactions, notamment celle du président de l'Association chrétienne du Nigeria, le pasteur Ayo Oritsejafor, qui demande son arrestation.
En mai 2014, après l'enlèvement des lycéennes de Chibok, Buhari dénonce toutefois les actions de Boko Haram et demande aux Nigérians de « mettre de côté la religion, la politique et toutes autres divisions afin d'écraser l'insurrection, attisée par des fanatiques insensés déguisés en musulmans ». Quelques mois plus tard, il échappe à un attentat à la bombe revendiqué par Boko Haram à Kaduna, qui fait 82 morts.
En novembre 2020, au moins 110 civils sont tués par des jihadistes présumés, confirmant l'incapacité de Muhammadu Buhari à sécuriser le nord-est du pays, en dépit du fait qu’il avait été élu en 2015 notamment sur la promesse de sécuriser ce territoire.

## Distinctions
Muhammadu Buhari a reçu plusieurs prix et médailles : 
- Congo Medal (CM) ;
- Defense Service Medal (DSM) ;
- Forces Service Star (FSS) ;
- General Commander of the Federal Republic of Nigeria (GCFR) ;
- Loyal Service and Good Conduct Medal (LSGCM) ;
- National Service Medal (NSM) ;
- Super Prix Grand Bâtisseur–Trophée Babacar NDiaye.